# Hillsdale College

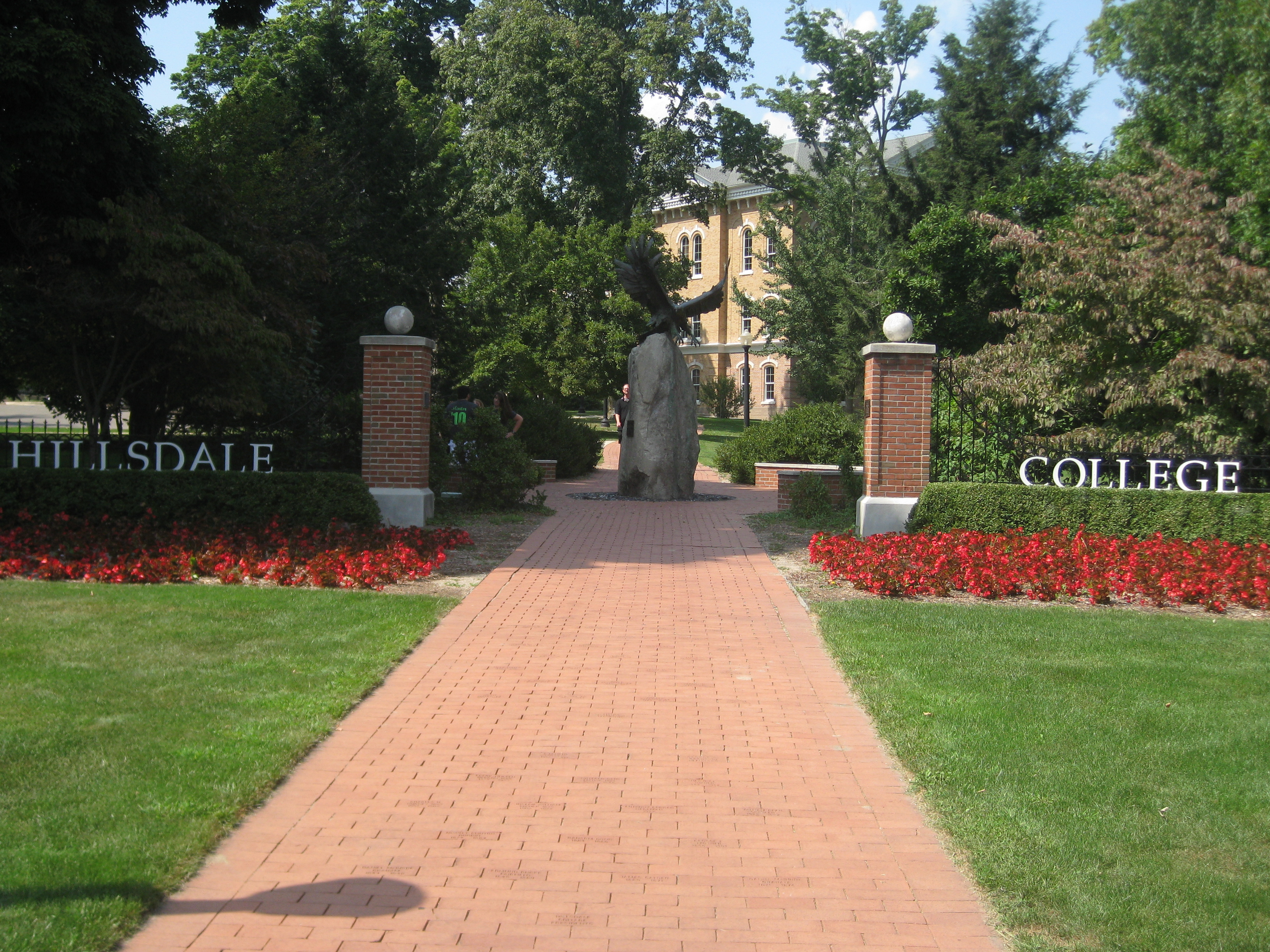
College Gate

Hillsdale College är en privat, konservativ, kristen högskola i Michigan, USA. Hillsdale är en "Liberal Arts College" som är inriktat på att ge en bred allmänbildning i ämnen och färdigheter (liberal arts) som anses centrala för den fria medborgaren. National Review beskrev Hillsdale som "det konservativa alternativet till Harvard". Högskolan var den första som accepterade studenter av alla raser, kön, och religioner i USA. Bland de många ämnen som högskolan erbjuder finns det också vissa obligatoriska ämnen med fokus på den amerikanska konstitutionen och den grekisk-romerska och judisk-kristna kulturen. Hillsdale rankas bland de 60 ledande universiteten och högskolorna i USA enligt U.S. News & World Report.

## Historia
Hillsdale College grundades 1844 i Spring Arbor, Michigan (då känt som Michigan Central College). Institutionen flyttades till Hillsdale, Michigan år 1853 och bytte namn till Hillsdale College. Under amerikanska inbördeskriget valde en stor andel av Hillsdales elever att strida för unionen. Det var också under denna tid då det republikanska partiet grundades av Edmund Burke Fairfield, högskolans rector magnificus.
Under 1970-talet bestämde sig Hillsdales styrelse för att inte ta emot subventioner till utbildningen. Anledningen till detta var att det stred mot högskolans uppfattning om en fri institution utan direkt statlig inblandning.

## Utbildning
Hillsdale erbjuder utbildning som ger kandidatexamen inom flera ämnen som ekonomi, biologi, politik, litteratur, och mer. Eleverna måste också ta ett fåtal obligatoriska ämnen inom det västerländska kulturarvet (Western Heritage) som inriktar sig på den grekisk-romerska kulturen samt ett par ämnen om den Amerikanska konstitutionen. Hillsdale är en av de få högskolor som utbildar nationalekonomer inom den österrikiska skolan, en nationalekonomisk inriktning som analyserar ekonomiska frågor utifrån ett axiomatisk-deduktivt resonemang baserad på metodologisk individualism. Hillsdale har på de senaste åren också startat ett universitetsprogram där eleverna kan ta en doktorsexamen inom politik.
Hillsdale tar emot elever från över 47 amerikanska delstater och över åtta länder runtomkring världen. Högskolan har 124 anställda lärare och professorer.

## Campus
Hillsdales campus innehåller flera auditorier, lärosalar och kontorsbyggnader. Tretton av byggnaderna är upplåtna åt elever, sex hus för broderskaps- och kvinnoföreningar, två sportanläggningar, musikbyggnad, kulturhus, konferenscenter, hotell och förskola. På senare år har man uppfört flera byggnader för att komplettera byggnadsbeståndet.